# Wang Ji-hye
Wang Ji-Hye (29 de diciembre de 1985) es una actriz surcoreana, conocida por sus personajes en Proteger al Jefe, Friend, Our Legend, President y Personal Taste.

## Vida privada
Estuvo saliendo con el beisbolista Kim Tae-Kyun.
En septiembre del 2019 año anunció que estaba comprometida con su novio una persona que no es una celebridad y que se casaría el 29 de septiembre del mismo año.

## Carrera
En agosto del 2019 se anunció que se había unido a la agencia "Story J Company".

## Filmografía

### Series de televisión
| Año     | Título                             | Papel                    | Canal     | Notas            | Ref.          |
| ------- | ---------------------------------- | ------------------------ | --------- | ---------------- | ------------- |
| 2003    | 1% of Anything                     | Han Joo-hee              | MBC       |                  |               |
| 2003    | 지독한 사랑을 꿈꾸는 당신에게      | Lee Ha-yeon              | MBC       | MBC Best Theater |               |
| 2003    | 애인보다 좋은                      |                          | MBC       | MBC Best Theater |               |
| 2004    | Beijing My Love                    | Wang Sa-rang             | KBS2      |                  |               |
| 2004    | Bad Girl                           | Min-ji                   | MBC       | MBC Best Theater |               |
| 2004    | Boo-yong of Mt. Kyeryong           | Boo-yong                 | KBS2      | Drama City       |               |
| 2006    | The Life and Death Love (生死绝恋) |                          |           |                  |               |
| 2007    | How to Meet a Perfect Neighbor     | Go Hye-mi                | SBS       |                  |               |
| 2008    | The Shanghai Brothers              | Dramax                   |           |                  |               |
| 2009    | Friend, Our Legend                 | Choi Jin-sook            | MBC       |                  |               |
| 2010    | Personal Taste                     | Kim In-hee               | MBC       |                  |               |
| 2010    | The President                      | Jang In-young            | KBS2      |                  |               |
| 2011    | Protect the Boss                   | Seo Na-yoon              | SBS       |                  |               |
| 2011    | Bachelor's Vegetable Store         | Jin Jin-shim / Mok Ga-on | Channel A |                  |               |
| 2012    | Cheer Up, Mr. Kim!                 | Lee Woo-kyung            | KBS1      |                  |               |
| 2013    | The Suspicious Housekeeper         | Yoon Song-hwa            | SBS       |                  |               |
| 2014    | Hotel King                         | Song Chae-kyung          | MBC       |                  |               |
| 2014    | Birth of a Beauty                  | Gyo Chae-yeon            | SBS       |                  |               |
| 2016    | Yeah, That's How It Is             | Han Yu-ri                | SBS       |                  |               |
| 2016    | Bubbly Lovely                      | Eun Bang-wool            | SBS       |                  |               |
| 2018    | Player                             | Yoo Yeon-ja              | OCN       | Invitada         |               |
| 2020    | Oh, mi bebé                        | Seo Jung-won             | tvN       |                  |               |
| 2021    | Be My Dream Family                 | Han Geu-roo              | KBS1      |                  |               |
| 2023    | Oh! Youngsim                       | Oh Jin-sim               | ENA       |                  | [ 12 ]        |
| 2024-25 | El negocio familiar                | Lee Mi-yeon              | KBS2      |                  | [ 13 ] [ 14 ] |

### Cine
| Año  | Título                          | Papel                              |
| ---- | ------------------------------- | ---------------------------------- |
| 2000 | Picture Diary                   | secretaria                         |
| 2006 | The Fox Family                  | chica en la tienda de conveniencia |
| 2007 | Beautiful Sunday                | Soo-yeon                           |
| 2010 | Le Grand Chef 2: Kimchi Batalla | Jin-soo                            |

### Espectáculos de variedades
| Año  | Título                           | Red | Papel                  |
| ---- | -------------------------------- | --- | ---------------------- |
| 2014 | Running Man                      | SBS | Invitada, episodio 219 |
| 2015 | La ley de la Selva (serie de TV) | SBS | Invitada, episodio 186 |

### Vídeos musicales
| Año  | Título               | Artista        |
| ---- | -------------------- | -------------- |
| 2002 | "To Be Continued"    | Click-B        |
| 2002 | "어두워지기전에"     | Yarn           |
| 2002 | "Happy Memories Are" | jtL            |
| 2006 | "White Lie"          | Lee Seung-gi   |
| 2006 | "Eternity"           | Kim Chang-hyun |

## Premios y nominaciones
| Año  | Premio                                       | Categoría                                           | Nominación                 | Resultado |
| ---- | -------------------------------------------- | --------------------------------------------------- | -------------------------- | --------- |
| 2003 | Andre Kim Mejores Premios De Estrellas       | nueva estrella                                      |                            | Ganadora  |
| 2003 | MTV el Estilo de una estrella de los Premios | artista revelación                                  |                            | Ganadora  |
| 2011 | SBS Drama Awards                             | nueva estrella                                      | Proteger el Jefe           | Ganadora  |
| 2011 | SBS Drama Awards                             | premio especial, actriz en un drama especial        | Proteger el Jefe           | Nominada  |
| 2012 | KBS Drama Awards                             | premio a la excelencia, actriz en un drama diario   | Cheer Up, Mr. Kim!         | Nominada  |
| 2013 | SBS Drama Awards                             | premio a la excelencia, actriz en un drama especial | The Suspicious Housekeeper | Nominada  |